# Thermoanaerobacter kivui
Thermoanaerobacter kivui (früher Acetogenium kivui) ist eine Spezies (Art) thermophiler, anaerober, nicht sporenbildender Bakterien der Klasse Clostridia (Clostridien) (abweichend GTDB: Thermanaerobacteria).
T. kivui bindet Kohlendioxid (CO2)  mit Hilfe von gasförmigem Wasserstoff (H2) zu Ameisensäure (Formiat).

## Forschungsgeschichte
T. kivui wurde ursprünglich aus der Tiefe des Kiwusees in Zentralafrika isoliert.
Der Wachstumsbereich des Organismus liegt zwischen 50 und 72 °C bei einem pH-Wert von 5,3 bis 7,3, wobei die optimalen Wachstumsbedingungen bei 66 °C und einem pH-Wert von 6,4 liegen.
Obwohl der Organismus gram-negativ anfärbt, weist er eine gram-positive Zellstruktur auf.
Thermoanaerobacter kivui wurde zunächst Acetogenium kivui genannt, weil dieser Organismus hauptsächlich Essigsäure aus Substraten produziert und war die einzige Art innerhalb dieser neuen Gattung. Nach weiteren Untersuchungen der 16S-rRNA wurde diese Spezies jedoch der Gattung Thermoanaerobacter zugeordnet, so dass die frühere Gattung Acetogenium als Synonym von Thermoanaerobacter obsolet wurde.

## Stämme
Referenzstamm: ATCC:33488 alias DSM:2030 oder LKT-1
Weitere Stämme: N10

## Stoffwechsel
Wie ein Team vom Biozentrum der Universität Basel sowie der Universitäten Frankfurt am Main und Marburg um Jan Schuller und Matthew D. Collins 2022 beschrieben, kodiert T. kivui eine membrangebundene wasserstoffabhängige CO2-Reduktase namens HDCR (hydrogen-dependent CO2 reductase). Diese überträgt vom Wasserstoff Elektronen an das Kohlendioxid, wodurch dieses reduziert wird. Während der Wasserstoff zu Wasser oxidiert wird, wird so das CO2 zu Ameisensäure (Formiat) fixiert. HDCR ist das erste bekannte Enzym, das direkt Wasserstoff nutzen kann. Das Enzym besteht aus 4 Protein-Modulen und bildet lange Filamente (Fäden), deren Rückgrat zwei HDCR-Untereinheiten sind. Diese Filamente sind in sich verdrillt und bilden ringförmige Strukturen. Sie binden tausende von elektronenleitenden Eisenatomen, weshalb die elektronenleitenden auch als Nanodrähte (englisch nanowires) bezeichnet werden und an die Zellmembran gebunden sind. Die Bündel sind offensichtlich in der inneren Membran der Bakterienzelle verankert und überspannen fast ihre gesamte Breite. Durch die Bildung dieser Struktur wird die Enzymaktivität des HDCR im Vergleich zum Monomer sehr deutlich erhöht.

## Anwendung
Aufgrund ihrer Stoffwechseleigenschaften ist die Art von großem Interesse für die Wasserstofftechnologie, da aus diesem schwer zu speichernden Gas vergleichsweise leicht zu transportierende Ameisensäure (bzw. Formiat) gewonnen werden kann. Bei der Produktion wird zudem das Treibhausgas Kohlendioxid aus der Atmosphäre entzogen (als Kohlendioxid-Senke: negative CO2-Bilanz). Ein Ziel könnte sein, synthetische Nanodrähte herzustellen, mit denen CO2 aus der Atmosphäre entzogen werden kann, ein anderes die biologische Wasserstoffspeicherung.